# Distretto di Samanco
Il distretto di Samanco è un distretto del Perù nella provincia di Santa (regione di Ancash) con 4.218 abitanti al censimento 2007 dei quali 2.795 urbani e 1.423 rurali.
È stato istituito il 15 aprile 1955.